# 達倫代

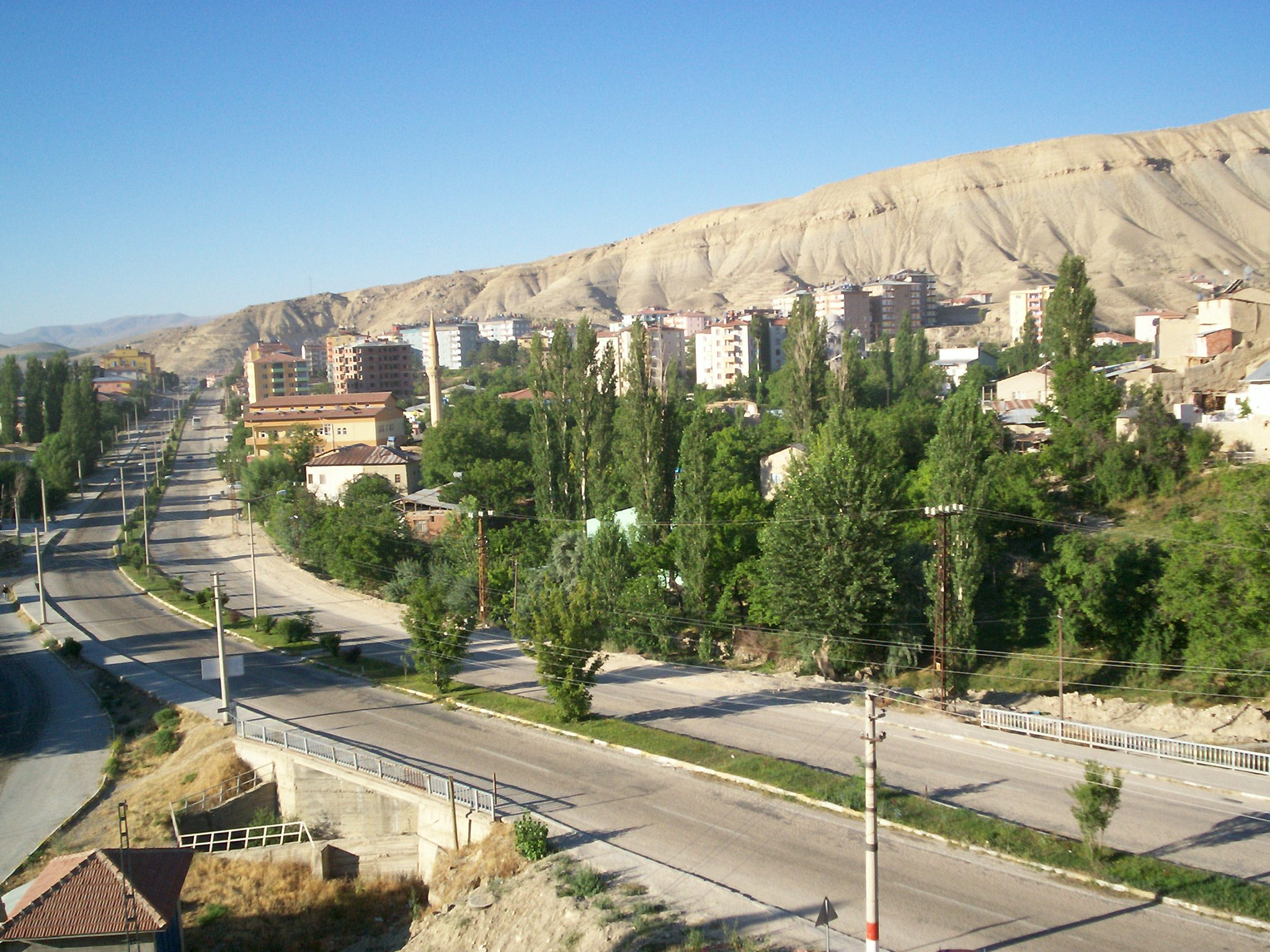
Darende

達倫代是土耳其的城鎮，由馬拉蒂亞省負責管轄，位於該國中部，距離首府馬拉蒂亞110公里，面積1,363平方公里，海拔高度958米，主要經濟活動有旅遊業和工業，2008年人口9,165。
38°32′50″N 37°30′40″E / 38.5472°N 37.5111°E